# 黎明稲妻峠
『黎明稲妻峠』（れいめいいなずまとうげ）は1938年に公開された日本映画。極東キネマ制作。

## スタッフ
- 監督 : 大江秀夫
- 脚本 : 梅府猛
- 原作 : 梅府猛
- 撮影 : 鵜川利幸

## キャスト
- 綾小路絃三郎 - 井筒屋徳兵衛の息子 卯太郎
- 月澄江
- 有島鏡子
- 市川左正
- 丸山康昌